# Корякова, Людмила Николаевна
Людмила Николаевна Корякова (26 мая 1947, с. Абатское, Тюменская область) — российский археолог, ведущий научный сотрудник Института истории и археологии УрО РАН. Член международной ассоциации «Всемирный археологический конгресс», Европейской ассоциации археологов и Общества американской археологии.

## Биография
В 1969 году окончила исторический факультет Уральского университета, а в 1980 году — аспирантуру Института археологии АН СССР. 

В 1981 году — защитила кандидатскую диссертацию на тему «Саргатская культура раннего железного века западносибирской лесостепи (источниковедческий анализ)» 

В 1993 году — защитила докторскую диссертацию на тему «Культурно-исторические общности Урала и Западной Сибири (Тоболо-Иртышская провинция на ранней и средней стадиях железного века)». 

В 1969—1970 годах работала старшим лаборантом кабинета археологии Уральского Государственного университета. 

В 1970—1973 годах заведовала кабинетом одной из кафедр Свердловского архитектурного института 

В 1975—1989 годах являлась научным сотрудником кафедры истории СССР в Уральском университете, методистом подготовительного отделения, старшим научным сотрудником по хоздоговорам. 

В конце 1970-х годов — заместитель декана исторического факультета по эстетическому воспитанию студентов. 

С 1979 года возглавляет отряд Уральской археологической экспедиции. 

В 1989 году перешла на работу в Институт истории и археологии УрО РАН.

## Научная деятельность
Область профессиональных интересов — археология Старого Света, археология угорских народов, история кочевничества, взаимодействие государств и обществ первобытной периферии, комплексные общества, методы археологических исследований. 

Занимается проблемами археологии Урала и Западной Сибири, а также европейской части России.
Заведовала лабораторией и осуществляла руководство проектом «Угры в Евразии». 

Летом 1991 года производила работы по вскрытию могилы, где по официальному признанию были захоронены останки царской семьи. 

С 1992 года является руководителем российско-французского научного проекта «Курганы и крепости северной периферии Шелкового пути» (Институт истории и археологии УрО РАН) и соруководителем одноимённой международной программы. 

С 2007 года руководит российской частью совместного российско-германского проекта (Германский археологический институт, г. Берлин, Университет им. Гёте, Франкфурт-на-Майне) изучения укрепленных поселений бронзового века Южного Урала. Является научным руководителем раскопок городища Каменный Амбар в Карталинском районе. 

Читает лекции по русской археологии в университетах Великобритании, Италии, Франции, США.
Автор более 70 научных работ.

## Избранные сочинения
- Корякова, Людмила Николаевна. Ранний железный век Зауралья и Западной Сибири : (Саргат. культура) / Л. Н. Корякова. — Свердловск : Изд-во Урал. ун-та, 1988. — 239,[2] с. : ил.; 20 см.
- The Urals and Western Siberia in the bronze and iron ages / Ludmila Koryakova, Andrej Vladimirovich Epimakhov. — Cambridge [etc.] : Cambridge univ. press, 2007. — XXIII, 383 с. : ил., к.; 26 см. — (Cambridge world archaeology). ISBN 0-521-82928-3 Данная книга названа Европейским журналом Археологии очень полезной (англ. very useful)[4]
- Культурно-исторические общности Урала и Западной Сибири. Екатеринбург, 1991;
- Очерки культурогенеза народов Западной Сибири. Томск, 1994 (в соавторстве);
- Культура зауральских скотоводов на рубеже эр. Екатеринбург, 1997 (в соавторстве).

## Семья
Муж, Игорь Олегович Коряков, математик. Работал в Уральском государственном университете.